# Fridolin von Sandberger
Carl Ludwig Fridolin von Sandberger (22. november 1826 i Dillenburg—11. april 1898 i Würzburg) var en tysk geolog og palæontolog. Han var far til musikforskeren Adolf Sandberger.
Sandberger blev 1854 professor ved Polytechnicum i Karlsruhe og 1863 professor i Würzburg. Sandberger undersøgte særlig devonformationen i Nassau og tertiærformationen i Mainzbækkenet. Hans hovedværk er Die Conchylien des Mainzer Tertiärbeckens (1863).